# James Boswell
James Boswell (Edinburgh, 1740. október 29. – London, 1795. május 19.) skót író.

## Élete
Alexander Boswell bíró és Euphemia Erskine fiaként született. 1753 és 1758 között az edinburgh-i, majd ezt követően a glasgow-i egyetemen tanult. Beutazta Európa nagy részét és visszatérve Skóciába, kiadta Account of Corsica, with memoirs of General Pasquale di Paoli című művét (3. kiad. London, 1769). 
Elkísérte Samuel Johnsont a Hebridákra és ezt az útját Journal of a tour to the Hebrides with Johnson címmel írta meg (London, 1774) Johnson halála (1784) után pedig ennek életrajza megírásával foglalkozott, mely The life of S. Johnson címmel 1791-ben jelent meg Londonban. 1769 novemberében feleségül vette unokatestvérét, Margaret Montgomerie-t, akitől hét gyermeke született. 
1784-ben Londonba költözött, ott érte a halál 11 évvel később.

## Magyarul
- Doktor Johnson élete; vál., bev. Sükösd Mihály, ford. Kaposi Tamás, jegyz. Mészáros Andrásné; Gondolat, Bp., 1965 (Auróra)
- Doktor Johnson élete; vál., bev., jegyz. Szilágyi Júlia, ford. Kaposi Tamás; Kriterion, Bukarest, 1984 (Téka)
- Beszámoló David Hume-mal folytatott utolsó beszélgetésemről; in: A skót felvilágosodás. Morálfilozófiai szöveggyűjtemény; vál., szerk. utószó Horkay Hörcher Ferenc, ford. Babarczy Eszter et al.; Osiris, Bp., 1996 (Osiris könyvtár. Politikai gondolkodók)